# Agrupación de Electores de Izquierda
Agrupación d'Electores de Izquierda (Agrupació d'Electors d'Esquerra) va ser una coalició política d'àmbit local circumscrita a la localitat de Muro del Comtat, on va governar entre 1979 i 1991.

## Història
ADEI naix com una coalició entre el Partit Comunista del País Valencià i el Partit Socialista d'Alliberament Nacional, obtenint 855 vots (26,56%) i 4 regidors (3 del PCPV i 1 del PSAN, que posteriorment serien 2 i 2) a les primeres eleccions municipals.
La coalició va governar amb la figura de José Prats Gisbert com a alcalde, gràcies a un pacte amb el PSPV-PSOE. Tanmateix, el govern murer entraria en crisi en juliol de 1980, amb l'obtenció del segon regidor per part del PSAN per la dimissió d'un dels regidors comunistes d'una banda, i l'aliniament del PSPV-PSOE amb l'oposició conservadora d'altra banda. A partir d'aquell moment, el PSAN, ja en crisi, va començar a distanciar-se de la força municipalista murera.
Ximo Llorca substituiria a José Prats al capdavant de la coalició. Llorca, que es distancià del PSAN per entendre que la seua política no ajudava a solucionar les necessitats dels governs municipals, va participar juntament amb Josep Lluís Blasco i Estellés en la fundació d'Unitat del Poble Valencià.
Amb Llorca com a cap de llista, ADEI va millorar els seus resultats i va obtindre 5 regidors en les eleccions de 1983 i 1987, sent elegit alcalde aquelles dos legislatures pactant amb el PSPV-PSOE. En 1991, amb 4 regidors, el PSOE ja no pactaria amb la coalició municipalista i Aliança Popular accediria al govern de la localitat per primera vegada en la seua història.